# Daniel Kablan Duncan
Daniel Kablan Duncan (sinh ngày 30 tháng 6 năm 1943) là chính trị gia Bờ Biển Ngà, giữ chức Thủ tướng Chính phủ Bờ Biển Ngà từ tháng năm 2012. Trước đó, ông cũng từng giữ chức Thủ tướng từ ngày 11 tháng 12 năm 1993 đến ngày 24 tháng 12 năm 1999. Ngoài ra, ông còn là bộ trưởng ngoại giao từ tháng 6 năm 2011 đến tháng 11 năm 2012.